# 蔣雅淇
蔣雅淇（1969年9月10日—），生於台灣，記者、媒體人與企業家，曾任《商業周刊》記者、TVBS財經主播、TVBS新聞部財經組組長、民視主播。其夫企業家關弘鈞，兩人共同創辦晶實科技（STUDIO A），蔣雅淇為現任執行長。出版七本著作，百萬暢銷作家、聯合報系台灣餐飲年鑑～500盤共同主席、評審。

## 現任
- 晶實科技執行長

## 學歷
- 輔仁大學日文系
- 政治大學科技管理研究所。

## 經歷
- TVBS、民視晚間新聞主播、製作人、廣播節目主持人、金鐘獎主持人，並獲「最佳新聞主播」獎座榮譽等。
- 曾任電視台台長、執行副總
- CNN台灣供稿員
- 出版四冊理財書籍，蟬聯十大暢銷女作家，並為聯合文學、國語日報、CHEERS雜誌、ELLE國際中文版擔任專欄作家。
- 2000年11月6日，蔣雅淇擔任中視衛星執行副總經理。[1]
- 2007年與其夫關弘鈞共同創立晶實科技，蔣雅淇擔任執行長，代理蘋果電腦產品在台灣的銷售。
- 2008年創立電腦周邊品牌「Vivre with Attitude」（VA）並銷於全亞洲，同年擔任逢緯國際執行長，代理國際知名品牌在台灣銷售。

## 家庭
其夫關弘鈞，兩人在2002年結婚。婚後育有2子1女。
。

## 曾主播過或主持過的節目
- TVBS-N《熱錢一路發》主持人
- 民視新聞台《民視理財新聞》主播
- 民視新聞台《民視晚間新聞》製作人兼主播
- 民視新聞台《精算大師》主持人
- 民視新聞台《老闆俱樂部》主持人
- 民視新聞台《網路互動理財新聞》製作人兼主持人
- 年代生活產經台《賺錢出淇招》製作人兼主持人
- 中天資訊台《精算大師 Miss Money.com》製作人兼主持人

## 代言與製作
- 2010年獲時尚雜誌《WE PEOPLE》遴選為年度十大衣著人士
- 2012、2013年兩度擔任SK-II代言人
- 2012年受邀於消費電子展演說，成為消費電子展30年來第一位女性演講者。
- 2014年登上國家音樂廳，為國家交響樂團代言義唱。
- 2007年與2014年，兩度擔任簡單生活節策展人。

## 著作
| 書名                                              | 出版社   | 年份       | ISBN               |
| 《沒經驗，是你最大優勢》                          | 商周出版 | 2016年出版 | ISBN 9789869288    |
| 《精算大師：賺錢其實很容易》                      | 民視文化 | 1999年出版 | ISBN 9579821534    |
| 《一坪小店致富祕訣》                              | 商周出版 | 2001年出版 | ISBN 9576678943    |
| 《精算大師2：賺錢就要這樣做》                     | 時報文化 | 2001年出版 | ISBN 9571335444    |
| 《打造資優小富翁：打造0到十五歲孩子的腦袋和口袋》 | 寶瓶文化 | 2003年出版 | ISBN 9867883284    |
| 《沒經驗，是你最大優勢》                          | 商周出版 | 2016年出版 | ISBN 9789869288064 |
| 《看見百分之一的希望》                            | 商周出版 | 2020年出版 | ISBN 9789864777891 |

## 外部連結
- 蔣雅淇的Facebook專頁
- 蔣雅淇的Instagram帳戶